# Ospizio del Gran San Bernardo
L'Ospizio del Gran San Bernardo (Hospice du Grand-Saint-Bernard in francese) è un monastero e rifugio situato sul Colle del Gran San Bernardo, nelle Alpi Pennine, in territorio svizzero.

## Geografia
L'ospizio si trova a 2473 m. d'altitudine. La frontiera tra l'Italia e la Svizzera passa qualche centinaio di metri più a sud.

## Storia

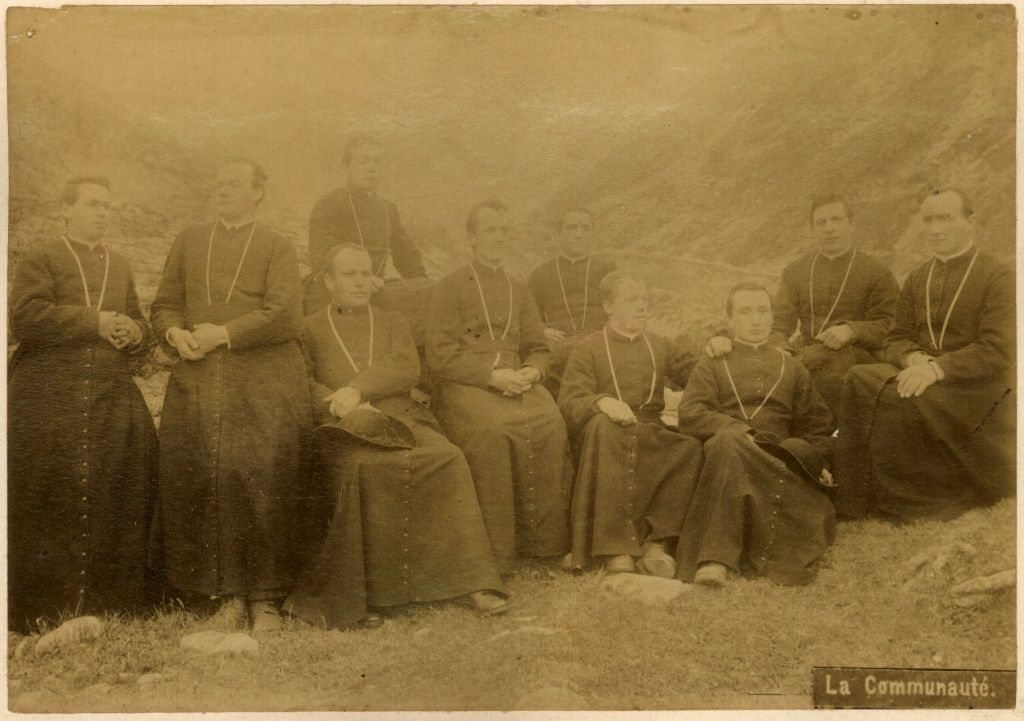
Sacerdoti dell'Ospizio del Gran San Bernardo, 1895 circa

Nel IX secolo, un primo ospizio (o monastero) esisteva ai piedi del colle sul versante svizzero, a Bourg-Saint-Pierre. Viene menzionato per la prima volta verso l'812-820. Il monastero di Mont-Joux, Mons Iovis come veniva allora denominato il Gran San Bernardo, era dedicato a San Pietro (Abbatia montis Jovis Sancti Petri). 
Verso la metà del X secolo, probabilmente nel 940, il monastero di Bourg-Saint-Pierre viene distrutto da incursioni dei Saraceni. 
Verso il 1050, San Bernardo di Mentone, arcidiacono di Aosta, volendo aiutare i viaggiatori che arrivavano terrorizzati e spesso derubati, decide di mettere fine al brigantaggio sulle montagne. In quest'ottica fondò, in cima al colle, l'ospizio che porterà più tardi il suo nome. La chiesa dell'ospizio è dedicata a San Nicola di Bari. Occorre però precisare che è soltanto in un documento del 1125 che si trova la prima menzione della chiesa.
L'Ospizio del Gran San Bernardo è collocato sotto la giurisdizione del vescovo di Sion, prefetto e conte del Vallese. Questo spiega il fatto che l'intero colle sia situato ancora oggigiorno in territorio svizzero.
Nel 1823, l'edificio dell'ospizio viene sopraelevato di un piano, sotto la direzione dell'architetto Henri Perregaux di Losanna.

## La tomba del generale Desaix
Nell'ospizio riposa il generale Louis Charles Antoine Desaix, morto nella battaglia di Marengo. Nel giugno 1800, Napoleone Bonaparte ordinò l'edificazione della tomba al Gran San Bernardo, nonostante Desaix non avesse attraversato le Alpi con l'Armata d'Italia. Il corpo del giovane generale, che si trovava a Milano, venne inumato all'ospizio nel 1805, alla presenza di Louis Alexandre Berthier, che rappresentava l'imperatore francese. Un monumento commemorativo venne installato nel 1806 nella cappella, e poi spostato nel 1829. Da allora, Desaix riposa anonimamente nella cappella, sotto l'altare consacrato a santa Faustina. 

## I cani San Bernardo
Fu all'ospizio che venne creata la razza detta di Cane di San Bernardo, attraverso l'incrocio di cani probabilmente offerti da famiglie vallesi nel periodo 1660-1670. Una prima menzione si ha nel 1709. L'allevamento aveva inizialmente lo scopo di fornire cani da guardia e da difesa per l'ospizio, ma col tempo essi sono divenuti cani per il soccorso in montagna. Nel 2004, l'allevamento è stato trasferito ad una fondazione (la fondazione Barry, dal nome di un celebre cane vissuto all'inizio dell'Ottocento) situata a Martigny. La fondazione si è impegnata a mantenere la razza e a inviare dei cani all'ospizio durante l'estate.

## Galleria d'immagini

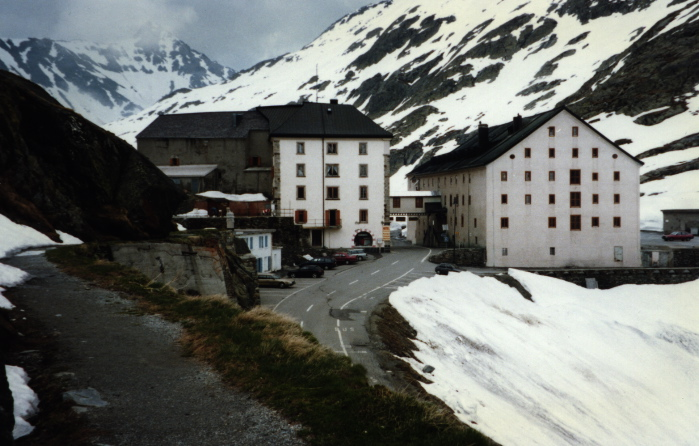
Ospizio del Gran San Bernardo, con l'antica strada in primo piano.
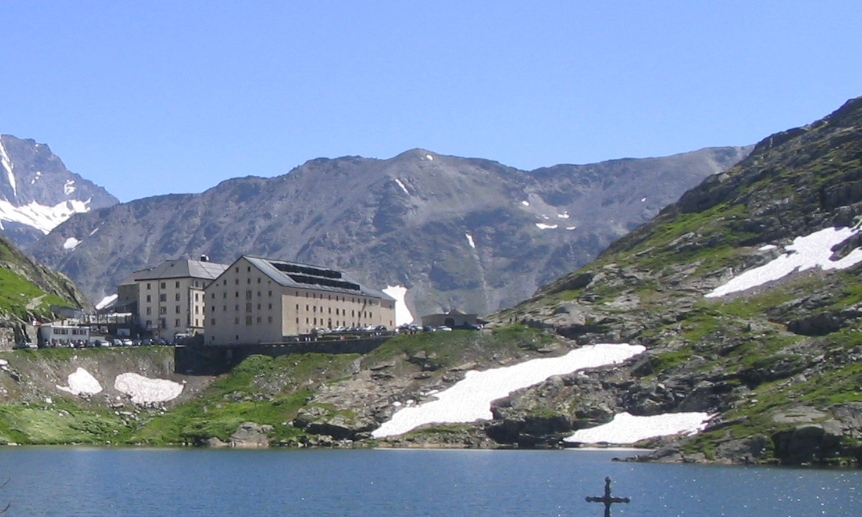
Vista dal lago.
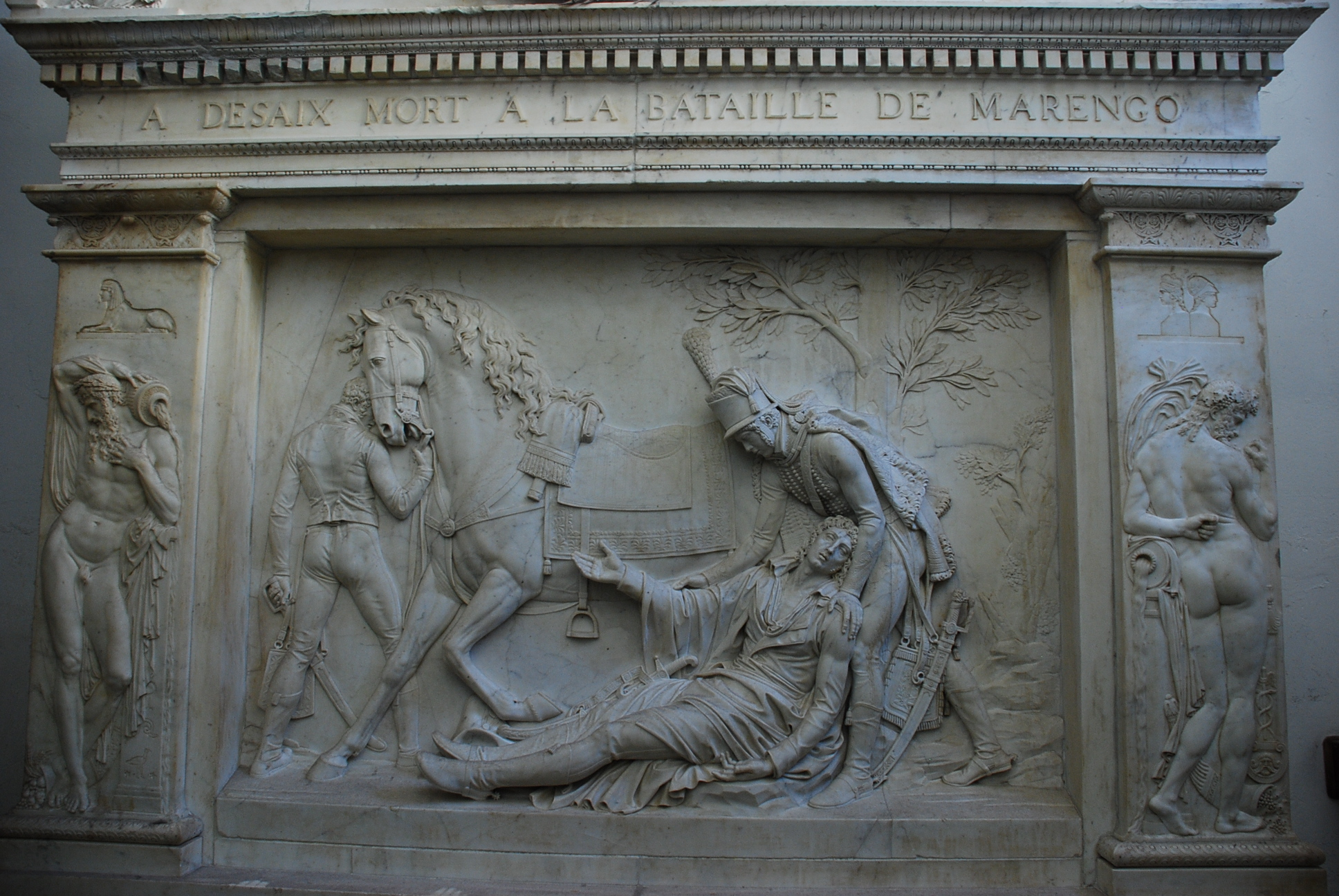
Cenotafio del generale Desaix all'interno dell'ospizio.
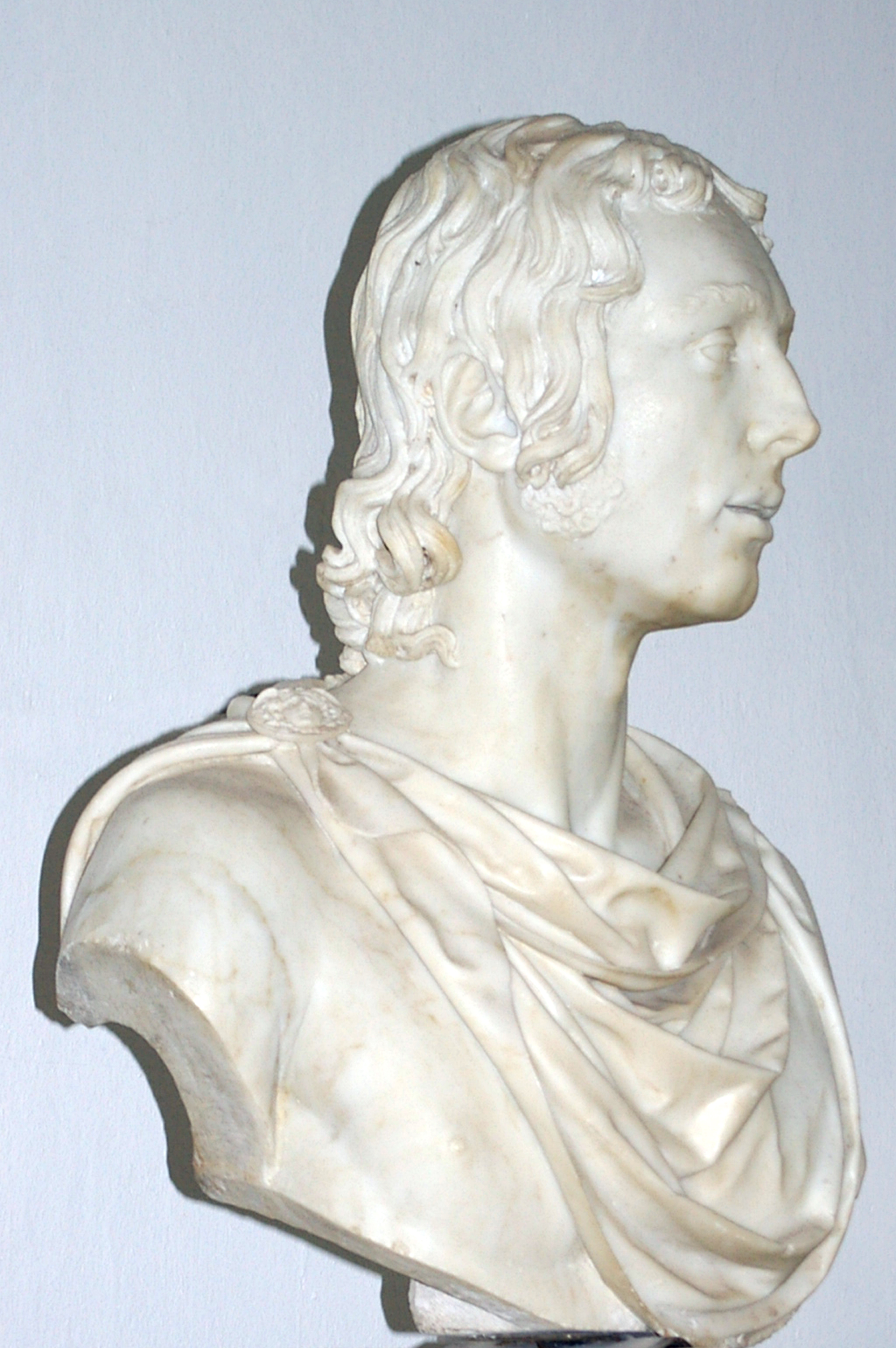
Busto sul cenotafio del generale Desaix, di Angelo Pizzi.